# Lucien Bossoutrot
Jean Baptiste Lucien Bossoutrot est un aviateur et homme politique français, né le 16 mai 1890 à Tulle (Corrèze) au 42, rue de la Barrière et mort le 1er septembre 1958 à Viry-Châtillon (Seine-et-Oise).

## Un pionnier de l'aviation commerciale
Débutant comme employé de banque, il attrape très vite le virus de l'aviation, dès 1910 quand il vole pour la première fois. Il obtient ses brevets de pilote civil et militaire lors de la Première Guerre mondiale.
Le 1er avril 1915, il obtient son brevet d'aviateur civil no 1856, et devient pilote militaire le 9 mai 1915. Brillant pilote de chasse, il côtoie Georges Guynemer et Roland Garros. Pour se perfectionner il suit des cours au CNAM. En 1917, il « est mis aux arrêts par le général Philippe Pétain pour avoir bombardé le bassin sidérurgique de Briey (Meurthe-et-Moselle) qui fournit du minerai de fer à l'Allemagne... et à la France ». Il devient pilote réceptionnaire pour Farman avant livraison des avions de combat à l'armée française. Il met au point avec Henri Farman les premiers tableaux de bord, qui permettent, à l'aide d'instruments de bord (indicateur de vitesse, compte-tours moteur, niveau vertical et horizontal (la « bille »), de voler sans visibilité et d'échapper à l'ennemi en pénétrant dans les nuages. De ce fait il deviendra le premier pilote d'essai et aura une action essentielle pour donner à la France un des premiers rôles dans l'histoire de l'aviation.
Après la guerre, il continue d’abord comme pilote d’essai chez Farman, puis chez Blériot. Le 8 février 1919, il effectue un vol de propagande (avec à bord,12 passagers militaires, outre le mécanicien Lhomde) de Paris à Londres, pilotant un bimoteur Farman F.60 Goliath. Le voyage durera 2 h 40. Lucien Bossoutrot poursuit ses liaisons européennes avec, le 12 février 1919 un voyage de Paris à Bruxelles sur le même appareil, avec à bord 15 passagers, dont le couple Farman. Le trajet sera réalisé en 2 heures 10, puis il ouvrira la ligne Paris-Dakar et sera le premier à traverser le Sahara à cette occasion. En panne d'un des deux moteurs par perte de l'hélice, il se posera sans blesser personne sur une plage de Mauritanie, sera fait prisonnier et négociera la vie de son équipage et de lui-même, grâce à l'espéranto. Ils seront libérés 6 jours plus tard par une caravane venue de Mederdra le 26 août 1919.
En mai 1921, l'aviateur va tenter le Grand Prix des avions avec son homologue d'Or, soit une course sur le parcours Paris-Lille-Paris-Pau-Paris-Metz-Paris, mais sans succès, les deux hommes abandonnant à cause du dysfonctionnement de l'hélice de leur appareil, jouant la carte de la sécurité.
Le 15 novembre 1922, en parcourant 139,15 km en 3 h 35 min 36 s aux commandes du Moustique, monomoteur de 45 kg, il établit le nouveau record du monde de durée et de distance avec le plus petit avion au monde.
Lucien Bossoutrot s’est également illustré au tout début du vol à voile en France : le 22 août 1922, lors du 1er congrès et concours expérimental de vol sans moteur de Combegrasse, il remporte le prix de la durée et de gain d’altitude en réalisant le premier vol ascensionnel thermique sur 5 min 18 s avec un gain d'altitude de 77 mètres sur planeur Farman, le Moustique auquel il a fait retirer le moteur, ce sera la naissance du « vol à voile ». En janvier 1923 à bord du Moustique Farman, il prend le record du monde de vol sans moteur en passant de 3 h à 3 h 31 min de vol pur, battant l'Allemand Hentzen.
En 1925, il élève le Farman Goliath en moins d'une heure et quart à 3 500 m avec une charge de plus de 6 tonnes. Il bat vingt-neuf records du monde, de durée, de vitesse et de distance, notamment celui de la distance et de la durée sans escale en circuit fermé, le 1er mars 1931, avec son ami Maurice Rossi, en parcourant 8 805 km  en 75 heures et 23 minutes sur monoplan Blériot 110 à moteur Hispano-Suiza de 600 chevaux et celui de la distance en circuit fermé, toujours en compagnie de Rossi : ils effectuent alors, en 1932, un vol de 10 601 km sur le Blériot 110 « Joseph Le Brix ». Le 25 novembre 1934, il réalise sa première liaison commerciale sur l’Atlantique Sud, Dakar-Natal (Brésil), à bord de l’hydravion Blériot 5190 le "Santos-Dumont".
Ses carnets de vol, couvrant la période de 1921 à 1935, sont conservés aux Archives nationales.
Il mettra au point 125 prototypes allant du planeur de 45 kg à l’hydravion de 25 tonnes, le Santos-Dumont. Dans toute sa carrière il n'aura aucun accident d'aviation et n'aura jamais blessé personne dans ses aventures de pilote. Il imposera à tous ses mécaniciens et copilotes de pouvoir poser tout avion qu'il pilotera pour ne pas être responsable de la perte d'une vie.
Ami de Mermoz, dont il ne partage pas les idées politiques diamétralement opposées aux siennes, il sera cofondateur de l'aviation civile pour que les jeunes Français puissent apprendre à voler.
Bossoutrot votera le 15 juillet 1937 la nationalisation de la plupart des entreprises aéronautiques, dont les usines Farman, une dizaine d’années après qu’ils se sont quittés, et par là, favorisera la naissance d'Air France.

## Le militant radical-socialiste
Il est également membre du Parti radical-socialiste ; sous cette étiquette, il est élu député de la Seine en 1936, lors du scrutin général qui voit la large victoire de la coalition de Rassemblement populaire. Il s’implique énormément en commissions afin que les avancées sociales du Front populaire profitent rapidement aux ouvriers français. Ainsi, grâce à ces lois, chacun a droit aux premiers congés payés notamment.
Il devient alors président de la Commission de l'aéronautique et de la Commission du commerce et de l'industrie à la Chambre des députés. Il s'investit également dans le développement de l'aéronautique populaire en soutenant la création d'aéro-clubs.
Ses fonctions de président de deux commissions à la Chambre lui permettent de se rendre fréquemment partout en Europe ainsi que très souvent en Union Soviétique. Il mesure pleinement toutes les forces économiques et militaires de ces pays et les compare à celles de la France. La montée de la puissance de feu de l’aviation allemande l’impressionne à tel point qu’il intervient maintes fois à la tribune pour expliquer avec force précisions ce qui se trame outre-Rhin et réclamer une aviation française plus importante et plus performante. Mais une majorité de députés le considèrent comme excessif et n’attache que peu d’attention aux rapports pourtant fort précis qu'il apporte, étant particulièrement au fait du sujet. Il ne sera malheureusement pas entendu...

## La Résistance contre Vichy
Il vote, le 10 juillet 1940, en faveur de la remise des pleins pouvoirs au maréchal Pétain. Mais il rentre très vite dans l'opposition au nouveau régime, ce qui lui vaut d'être interné en février 1943 par les autorités de Vichy au centre d'Évaux. Quinze mois plus tard, en juin 1944, il parvient toutefois à s'enfuir et rejoint la Résistance dans le sud-ouest de la France. Cet engagement lui vaut d'être rétabli dans ses droits par le jury d'honneur quand, à la Libération, il est frappé d'une peine d'inéligibilité en raison de son vote du 10 juillet 1940. Le jury d’honneur le relève de son inéligibilité le 24 avril 1945 pour services rendus personnellement à la cause de la Résistance. En dépit de son remarquable engagement, il ne retrouve pourtant pas de mandat parlementaire.

## Homme de culture et de liberté
Il fréquente les intellectuels de gauche, artistes peintres et amis des arts, Bédu, Anselmo Bucci, et des écrivains comme André Malraux. Ami de Charles Trenet, Marguerite Moreno, Jean  Moulin, Maryse Bastié, amie du couple, qu'il financera pour son retour du Brésil après son record de la traversée.
Il créera la première assurance pour l’aviation et les transports terrestres. C'est avec ces fonds qu'il finance, pendant la Guerre d'Espagne, les mercenaires pour l'escadrille España, afin de venir en aide aux Républicains espagnols dans leur lutte contre Franco, qui est de son côté appuyé dans les airs par les aviateurs allemands envoyés par le régime nazi.
En 1923, Il participe comme acteur à un film de Henri Diamant-Berger, Le Roi de la vitesse, film sur l'aviation, avec Albert Préjean, Joseph Sadi-Lecointe (l'aviateur dans son propre rôle) et lui (dans son propre rôle).
Il repose au cimetière des Batignolles dans le 17e arrondissement de Paris, auprès de sa troisième épouse Marguerite Fleurisson.

## Vie privée
- Marié en premières noces, en 1911, avec la belle-sœur de Dick Farman : Ernestine Carlier, dont il aura une fille, Michèle.
- Il épouse en secondes noces Marie-Louise Hégoburu (1898-1947), alias Loulou, artiste de music-hall, actrice, chanteuse et danseuse, meneuse de revue au Moulin-Rouge, le 17 novembre 1923 à Paris Paris (2e).
- Il épouse en troisièmes noces Marguerite Fleurisson (1898-1963).

## Distinctions
- Commandeur de la Légion d'honneur[8]
- Croix de guerre 1914–1918 avec 3 citations[8].
- Médaille de l'Aéronautique (1951)[9]

## Sources
- « Lucien Bossoutrot », dans le Dictionnaire des parlementaires français (1889-1940), sous la direction de Jean Jolly, PUF, 1960 [détail de l’édition]
- Publication de l'AIRAC Tome III, Légend'AIR, et "Lucien Bossoutrot de Tulle à la Grande Guerre" 1re partie, auteur Richard Michaud, modifications de Bruno Fleurisson.